# Comarca de los Cunqueiros
Los Tixileiros o Cunqueiros eran los habitantes de los pueblos de El Bao y Sisterna pertenecientes al concejo de Ibias y El Corralín y Tablado pertenecientes al concejo de Degaña.
Los varones de estos pueblos se dedicaban a la fabricación y venta trashumante de diferentes objetos en madera que en su lengua denominaban "tixelas" y los pueblos cercanos llamaban "concos"
En sus desplazamientos utilizaban una jerga gremial propia denominada Tixileiro.
En 1990 murió el último cunqueiro llamado Valdovinos Gavela Sal.
La tradición cunqueira, no obstante, fue recuperada por Victorino García González y su familia. Victorino García González reivindicó con pasión este oficio hasta el momento de su fallecimiento.